# Vicia laxiflora
Vicia laxiflora là một loài thực vật có hoa trong họ Đậu. Loài này được Boiss. miêu tả khoa học đầu tiên năm 1872.